# Haojiang
Haojiang  léase Jáo-Chiáng (en chino simplificado, 濠江区; pinyin, Háojiāng qū)  es un distrito urbano bajo la administración directa de la ciudad-prefectura de Shantou. Se ubica al este de la provincia de Cantón, en el sur de la República Popular China. Su área es de 169 km² y su población total para 2018 fue más de 280 mil habitantes.

## Administración
El distrito de Haojiang  se divide en 7 pueblos que se administran en subdistritos.